# Loxosomella prenanti
Loxosomella prenanti är en bägardjursart som beskrevs av Soule 1965. Loxosomella prenanti ingår i släktet Loxosomella och familjen Loxosomatidae. Inga underarter finns listade i Catalogue of Life.